# Erythroxylum ruizii
Erythroxylum ruizii là một loài thực vật thuộc họ Erythroxylaceae. Đây là loài đặc hữu của Ecuador. Môi trường sống tự nhiên của chúng là rừng khô nhiệt đới hoặc cận nhiệt đới.